# スポ★カジ
「スポ★カジ」は、テレビ朝日のクイズ単発特別番組枠『すくいず!』の中で放送された企画の一つ、企画第3弾。スペシャル放送もされ、その後『頑張る人応援バラエティ 体育の時間』としてゴールデンタイムにレギュラー化された。

## 内容
様々なスポーツ競技を実施。パネラーは2人一組のチームとなり、出場者の中で誰が勝利するのかを、手持ちのダンベルをテーブルの上に置いて予想する。最終的に的中数が最も多かったチームが優勝。番組特製の「スワロフスキー」アレイが贈られる。
『SASUKE』や『スポーツマンNo.1決定戦』を制作した「Monster9」のスタッフが担当しているため、競技種目にそれらからの流用やセルフパロディが多く見られる。

## 主なゲーム

### モンキーバー
- 雲梯30mを渡り切るタイムレース。
  - 渡り切れなかった場合は、どこまで進んだかが記録となる。
- 通常の雲梯だけでなく、Jの字型の雲梯やつり革、ゴムで伸びるロープ、『SASUKE』で登場したプロペラ雲梯、『スポーツマンNo.1決定戦』で登場した上り坂の雲梯など、様々なタイプの雲梯を渡っていく。

### ドギーメイズ
- まずは、ファーストステージ（予選）を実施。犬とその飼い主がそれぞれ別の、障害物が散りばめられたコースをクリアしていく。犬と飼い主の両方がゴールするまでのタイムの上位4組がファイナル進出。
  - 犬・飼い主問わず、コースの途中で落水してしまった場合や制限時間2分を超えた場合は失格。
- ファイナルは予選と同じコースを、犬のみが渡っていく。飼い主は、ゴール地点から自分の犬を誘導する事しか出来ない。パネラーは、ファイナルに進んだ4匹の中でどれが優勝するかを予想する。

スペシャル版ルール
- ファーストステージを行わないで、4組の芸能人とその愛犬が争った。

### スカイハイ
- 挑戦者は助走をつけてトランポリンで跳躍し、規定の高さにある鉄棒に掴まる。
- 挑戦は1人1回のみ。
- パネラーは、4人の挑戦者の内何人が3m50の高さをクリア出来たのかを予想する。

### ショットバー・キャッチ
- 氷の入ったグラスをテーブルの上で滑らせて、テーブルの先から落下する所をキャッチする。
- 軌道が逸れてテーブルの左右の端からグラスが落下した、テーブルの端に到達せずにグラスが落下しない、落下するグラスをキャッチ出来ない、グラスの中の氷を落としてしまった場合は失格。
- また、規定距離よりも前の位置からグラスを滑らせなければならない。テーブルの端から規定距離の位置にセンサーが張ってあり、センサーに触れた場合も失格となる。
- 4名は、7m00の距離から挑戦。1つの距離につき試技は2回までで、2回とも失敗したら脱落。
- 徐々に距離を延ばしていき、最後まで残った1名が勝利。
- 『スポーツマンNo.1決定戦』の種目「ショットガンタッチ」のセルフパロディ。

スペシャル版ルール
- パネラーに対しては、この競技のみオッズ制が施行されており、的中チームにはその選手に割り振られていたポイント（1～4ポイント）を獲得出来る。

### フライング・ボウリング
レギュラー版ルール
- この競技に限り2択。プロVSお笑い芸人の1対1で、パネラーはどちらが勝つかを予想する。
- 先端が上り坂になっているレーンでボウリングの球を転がし、球の勢いで坂を超えて、レーンの先にある的（1～5の5枚）を落としていく。
- 7球投げて、落とした的の枚数が多かった方の勝利。同数の場合は、落とした的の数字の合計が多かった方の勝利。

スペシャル版ルール
- 1チーム2回投げて、落とした的の数字と同数のポイントを獲得。

### ベイビーダービー
- 赤ちゃんによるハイハイ10m走
- まず、24人で予選を行い、タイムの上位4名が決勝進出。
- 決勝はスタジオに場所を移して実施。パネラーは、決勝進出4名の中で1位は誰になるかを予想する。

## 出演者
- オーナー：船越英一郎
- スペシャルディーラー：陣内智則（スペシャル第1弾）
- ディーラー：堂真理子（テレビ朝日アナウンサー）
- アシスタント：島本真衣（テレビ朝日アナウンサー）（スペシャル第1弾）
- レポーター：島本真衣（テレビ朝日アナウンサー）、相川梨絵、青山玲子
- 実況：梅田淳、清水俊輔（テレビ朝日アナウンサー）

### 第1回
パネラー
- 関根勤、安めぐみチーム
- 品川庄司チーム（品川祐、庄司智春）
- 坂下千里子、KABA.ちゃんチーム
- ビビる大木、スザンヌチーム

参加選手
- 庄司智春（品川庄司）
- 団長安田
- 山田勝己
- 水内猛
- 野久保直樹
- パッション屋良
- 酒井美佳

### 第2回
パネラー
- 関根勤チーム
- 品川庄司チーム（品川祐、庄司智春）
- 坂下千里子、細川茂樹チーム
- ビビる大木、矢口真里チーム

参加選手
- 中田大輔
- 高橋智
- 長崎峻侑
- ダンテ
- 波田陽区
- 酒井美佳

#### 第3回（スペシャル）
パネラー
- 榊原郁恵、佐藤弘道チーム
- ビビる大木、假屋崎省吾チーム
- 陣内孝則、黒川智花チーム
- ペナルティチーム（ヒデ、ワッキー）
- 金子貴俊、武内絵美（テレビ朝日アナウンサー）チーム

参加選手
- 林家ペー
- 森洋子
- 中島史恵（シェイプUPガールズ）
- 水内猛
- 鈴木裕樹（D-BOYS）
- 高木万平
- 中村優一（D-BOYS）
- 佐藤健
- 庄司智春（品川庄司）
- 団長（安田大サーカス）
- 野久保直樹

### 第4回
パネラー
参加選手

## スタッフ
すくいず!#スタッフも参照のこと。
- ナレーション：小林清志、魚住りえ
- 企画：佐藤孝（古舘プロジェクト）
- 構成：藤井誠、北村のん/つかはら、吉村幹彦
- 資料構成：嵯峨野功一、横山雄一郎、林賢一、川橋康宏
- TD：鈴木康雄
- CAM：加賀谷顕二、中島康行、渡辺茂久
- VE：江川英男
- VTR：小山恭司（テレビ朝日）
- MIX：龍田幸久
- AUD：営野敦史
- ENG：齊藤和彦
- 照明：小尾浩幸
- 美術プロデューサー：小美野淳一
- 美術デザイン：高松浩則、中川日向子、古川雅之
- 装置：本間昌弘、玉置裕大
- 特殊装置：春日公一
- 電飾：斉藤幹也
- ブロードキャストデザイン：MEDIACO
- VTR編集：板垣真也
- MA：右田安昌
- 選曲・音効：十川公男
- CG：兼子雅美
- TK：多田羅英子
- デスク：宇野しおり
- AD：小笠原義範、海江田裕也、石田雅美、唐沢哲也、山田英和、椋田淳也、岩井智香子、牧田亜矢子、渡辺真由美
- AP：宮後彩、遠藤美樹
- 制作：恩田厳
- ディレクター：徳舛充人、斉藤俊、柏木学、西塚護、戸塚謹嗣
- プロデューサー：小掛義之
- 総合演出：渡辺賢
- 総合プロデューサー：樋口潮
- 協力：東通、アックス、ティ・エル・シー、緑山スタジオ・シティ、デサント、特攻隊、メジャートレーナーズ、昭和大学 緑が丘リハビリテーション病院
- 制作協力：BRAIN COMMUNICATIONS
- 制作：Monster9

## 放送日
- 第1回（すくいず第9回） - 2007年6月13日
- 第2回（すくいず第10回） - 2007年6月20日
- 第3回（スペシャル） - 2007年6月26日 (19:00 - 20:54)
- 第4回（すくいず第19回） - 2007年9月5日
- 第5回（すくいず第20回） - 2007年9月12日
- 第6回（すくいず第21回） - 2007年9月19日